# Heard und McDonaldinseln

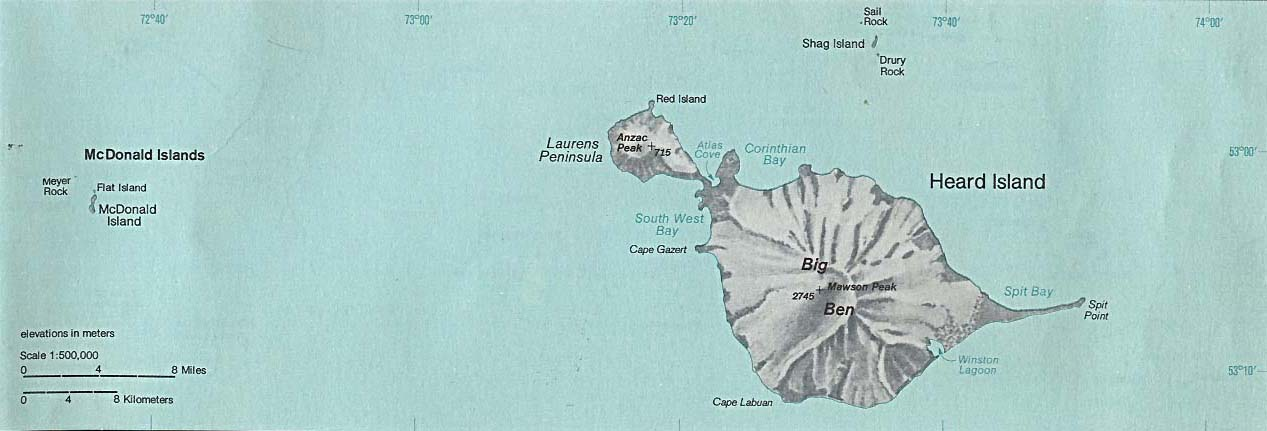
Karte der Inseln

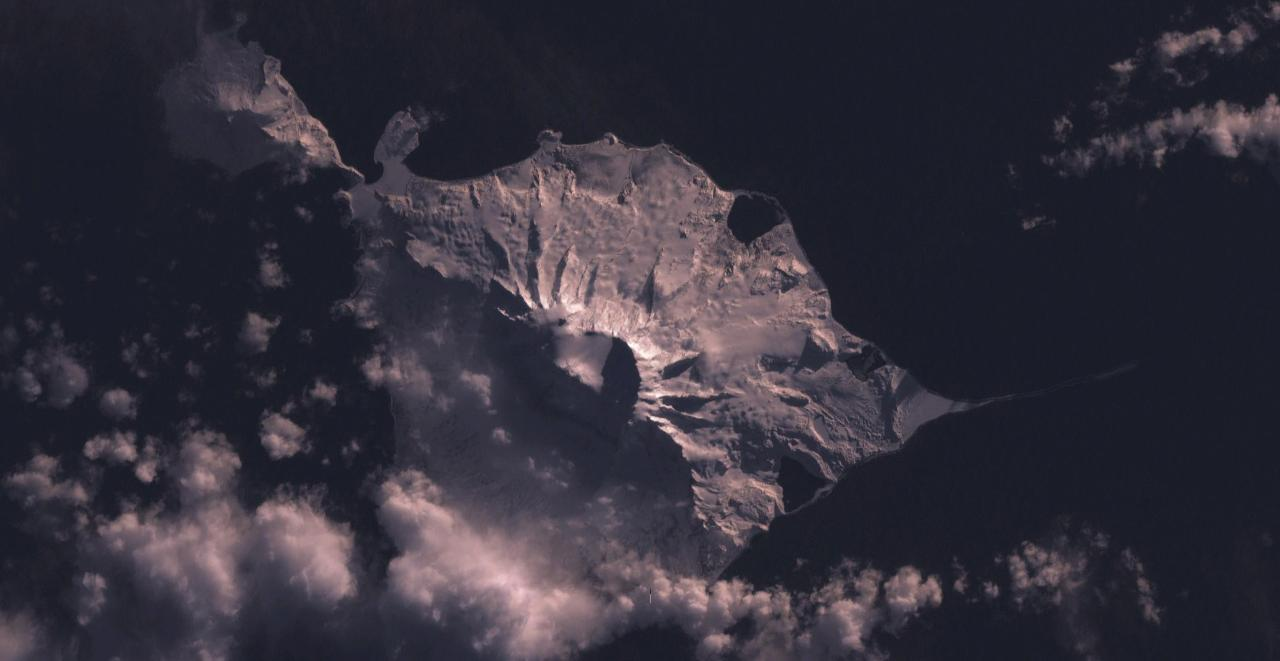
Die Insel Heard mit dem Vulkan Big Ben

Heard und die McDonaldinseln (englisch Heard Island and McDonald Islands) sind ein australisches Außengebiet im südlichen Indischen Ozean. Das Gebiet hat die amtliche Bezeichnung Territory of Heard Island and McDonald Islands (Abkürzung: HIMI, deutsch: Territorium Heard und McDonaldinseln).
Die ursprünglich vom Vereinigten Königreich beanspruchte Inselregion wurde 1947 Australien übergeben. Verwaltet werden die Inseln von der Australian Antarctic Division im Department of Agriculture, Water and the Environment in Canberra.

## Geographie

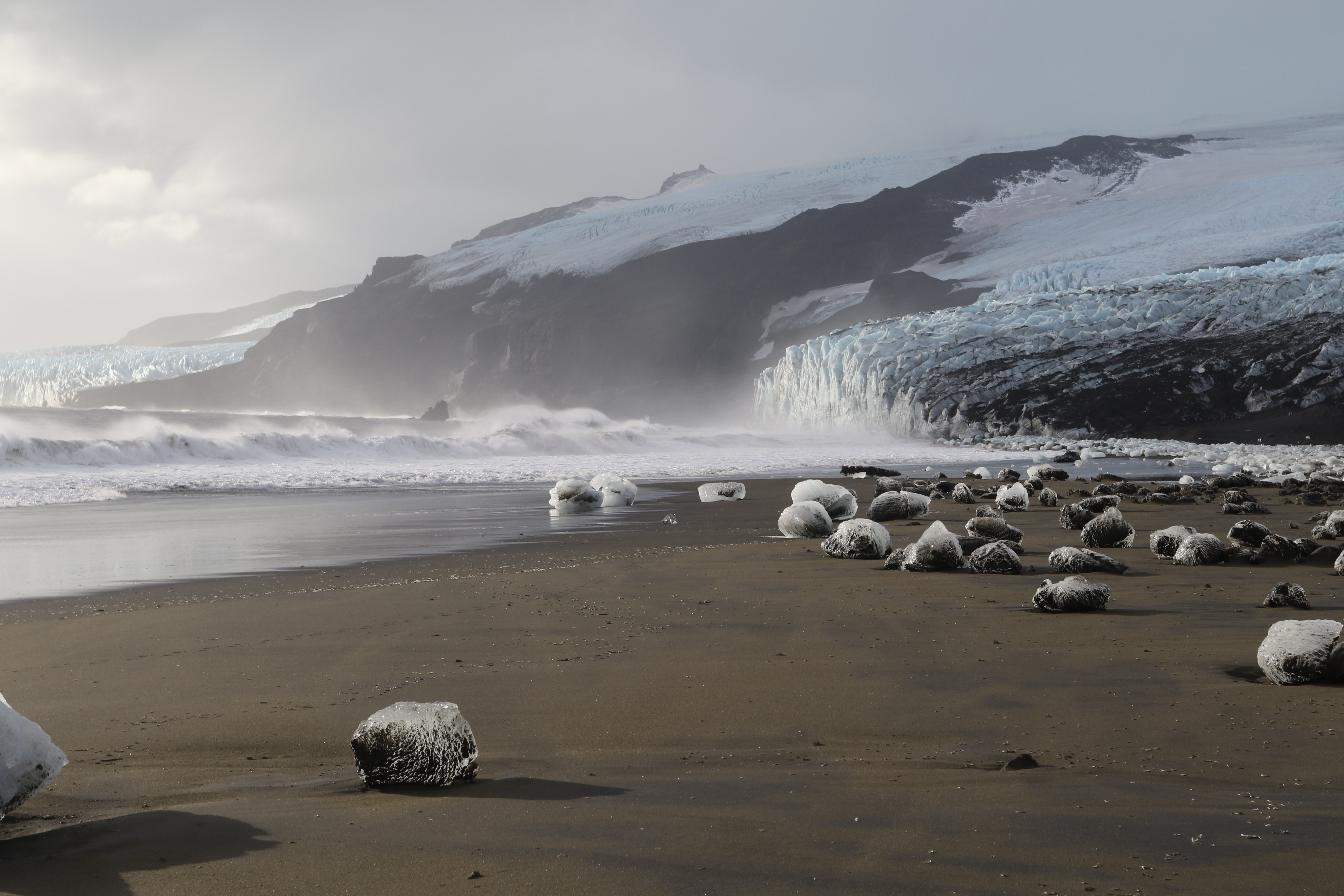
Am Strand von Heard

Das Territorium liegt 1668 km nördlich von Ostantarktika, 3843 km südwestlich von Western Australia und 4205 km südöstlich von Südafrika. Das nächste Land sind die Kerguelen, 445 km im Nordwesten.
Es besteht aus der Insel Heard mit der Nebeninsel Shag sowie den 43 km westlich davon gelegenen McDonald-Inseln, aus einigen kleinen Schären sowie dem Meeresgebiet rund um die Inseln. Das Gebiet hat einschließlich der Hoheitsgewässer eine Gesamtfläche von etwa 6600 km², wovon allerdings nur etwa 370 km² Landflächen sind. Die Insel Heard hat eine Fläche von 368 km², die McDonald-Inseln sind nur etwa 2,5 km² groß.
Auf der Insel Heard befindet sich der aktive Vulkan Big Ben, dessen höchster Punkt, der Mawson Peak, mit 2745 m Höhe auch der höchste Punkt Australiens ist (wenn man Mount McClintock im von Australien beanspruchten Gebiet der Antarktis nicht mit einbezieht). Er ist 517 m höher als der Mount Kosciuszko auf dem australischen Festland.
Die Inseln Heard und McDonald bestehen aus vulkanischem Gestein und Kalkstein. Sie befinden sich auf dem Kerguelenplateau, einem unterseeischen Gebirge, das 3700 m über den Meeresboden hinausragt. Die Inseln sind, abgesehen von den Kerguelen, die einzigen Stellen, an denen das Kerguelenplateau über die Wasseroberfläche hinaus ragt.

### Klima und Vegetation
Die Inseln liegen nach solaren Kriterien am polnahen Rand der kühlgemäßigten Klimazone (etwa auf dem gleichen Breitengrad wie Bremen auf der Nordhalbkugel, klimatisch jedoch eher vergleichbar mit der Südküste Islands). Aufgrund des prägenden ozeanischen Einflusses – der über das Jahr nur sehr geringe Temperaturschwankungen und permanente Feuchtigkeit verursacht – wird die thermische Zuordnung uneinheitlich von kühl- über kaltgemäßigt bis (sub)polar vorgenommen. Nach Köppen & Geiger herrscht Tundrenklima, da der wärmste Monat zwischen 0 ° und 10 °C liegt. Eine genauere hygrothermische Zuordnung nehmen Troll & Paffen vor: Demnach handelt es sich um ein subpolares, hochozeanisches Klima mit Jahresschwankungen unter 13 K, mäßig kalten, schneearmen Wintern und kühlen Sommern, die als Vegetation nur baumfreies, subpolares Grasland und Moore (jedoch keine „echte“ Tundra auf Dauerfrostboden) zulassen.
Das Klima ist stark von der Antarktis beeinflusst, wird jedoch durch die maritime Lage erheblich gemildert. Das Wetter ist gekennzeichnet durch geringe jahreszeitliche und tägliche Temperaturschwankungen, anhaltende, aber im Allgemeinen geringe Bewölkung, häufige Niederschläge und starke Winde. Schneefall tritt das ganze Jahr über auf. Die monatlichen Durchschnittstemperaturen in Atlas Cove (am nordwestlichen Ende der Heard-Insel) liegen zwischen 0,0 und 4,2 °C, mit einer durchschnittlichen Tageshöchsttemperatur von 3,7 bis 5,2 °C im Sommer und −0,8 bis 0,3 °C im Winter. Die Winde wehen überwiegend aus westlicher Richtung und sind anhaltend stark. In Atlas Cove liegen die monatlichen Durchschnittswindgeschwindigkeiten zwischen 26 und 33,5 km/h. Es wurden Böen von über 180 km/h gemessen.
Die jährliche Niederschlagsmenge auf Meereshöhe auf Heard Island liegt in der Größenordnung von 1.300 bis 1.900 mm; Regen oder Schnee fällt an etwa 3 von 4 Tagen. Nach Angaben des Australian Bureau of Meteorology gibt es auf Heard Island (Atlas Cove) durchschnittlich 96,8 Schneetage im Jahr.

### Umwelt
Die Inselgruppe ist ein Naturschutzgebiet, in dem Robben und Vögel leben. Auf Heard befindet sich eines von sieben Brutgebieten des Königspinguins.
Auf den Inseln gibt es keine fremden Spezies, ein weltweit fast einmaliger Fall. Australien erlaubt maximal 400 Besuchern pro Jahr und höchstens 60 auf einmal das Betreten. 1997 wurde die Inselgruppe von der UNESCO zum Weltnaturerbe und 2002 durch Australien zu einem Meeresschutzgebiet, zum Heard Island and McDonald Islands Marine Reserve, erklärt.

### Geologie
Die Insel Heard hat eine Ost-West-Ausdehnung von 40 km und eine Nord-Süd-Ausdehnung von 26 km. Die Topographie wird vom Mawson Peak dominiert. Der Big Ben hat einen Durchmesser von 21 km, der Berg wurde mehrmals bestiegen.
Bis 1992 galt der Big Ben als einziger aktiver Vulkan Australiens. Seit jenem Jahr kam es nach einer auf 35.000 bis 100.000 Jahre geschätzten Ruhephase zu einer Kette von Eruptionen auf der Nachbarinsel McDonald, deren Fläche sich durch die Magmaströme seither mehr als verdoppelte.
Die Insel Heard ist sowohl karstig als auch vulkanisch. Etwa 70 % der Inseloberfläche sind mit Eis bedeckt. Ein 2025 veröffentlichtes Gletscherinventar zählte auf Heard 29 Gletscher, davon einige kleine auf der Laurens-Halbinsel und 19 am Big Ben, die bis zu 32,3 km² groß sind. Darunter sind (aufgeführt von Norden aus im Uhrzeigersinn): Downes, Ealey, Compton, Brown, Stephenson, Winston, Fiftyone, Deacock, Gotley, Lied, Abbotsmith, Allison, Vahsel, Schmidt, Baudissin, Challenger und Mary-Powell. Die Entwicklung der Gletscher gilt als Indikator für die Klimaerwärmung; 1947 reichten sie noch bis zum Meer, heute enden sie mehrere hundert Meter im Landesinneren: Ihre Fläche ist zwischen 1947 und 2009 um 22 % geschrumpft, besonders an der Ostseite der Insel. Auf der Laurens-Halbinsel sind bis 2019 fast 80 % der Gletscherfläche verloren gegangen.

## Geschichte

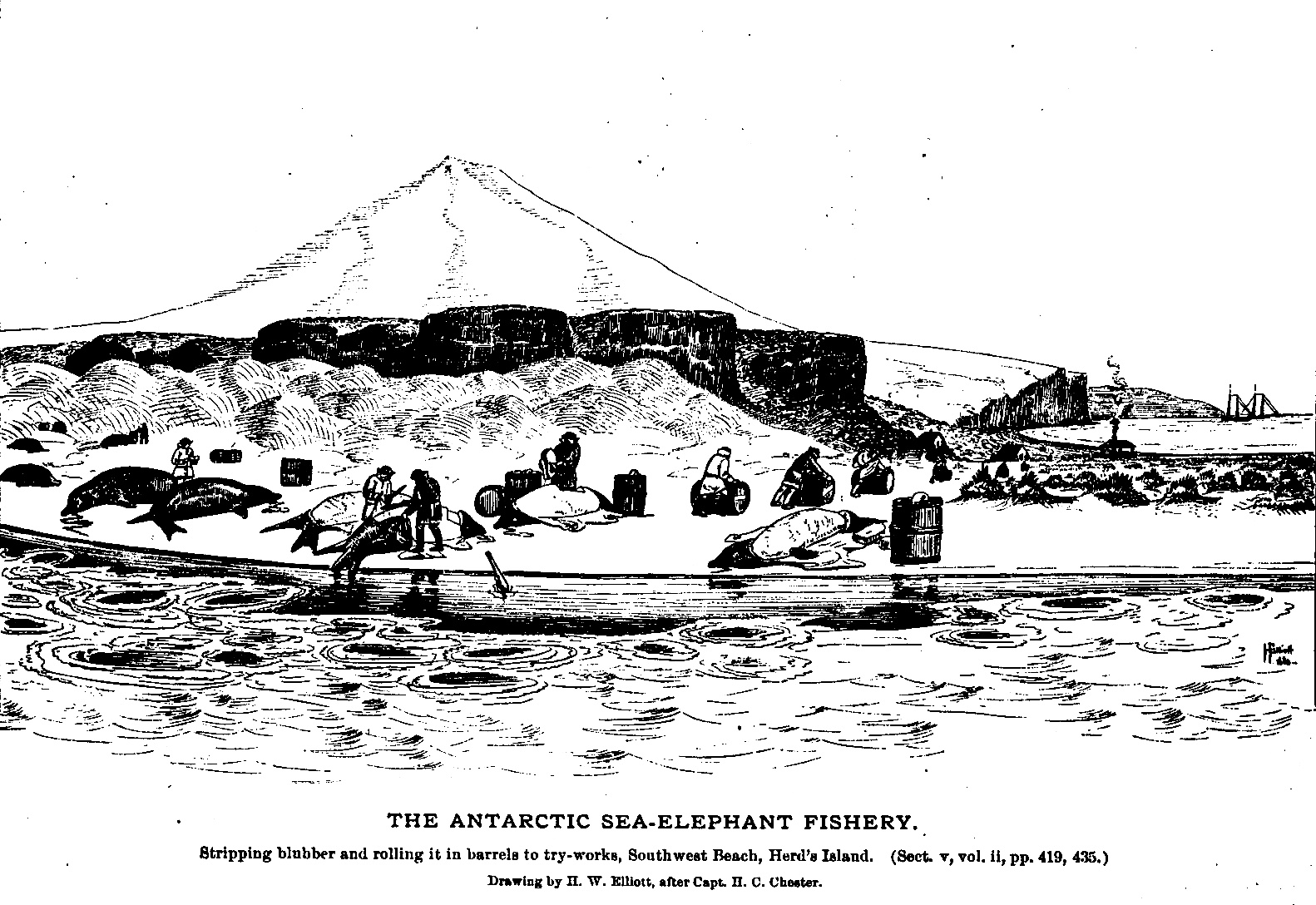
Antarktische See-Elefanten-Jagd am Südwest-Strand von Heard, Speckgewinnung nach der Jagd.
Zeichnung von H. W. Elliott nach Vorlage von Capt. H. C. Chester, undatiert (vor 1900)

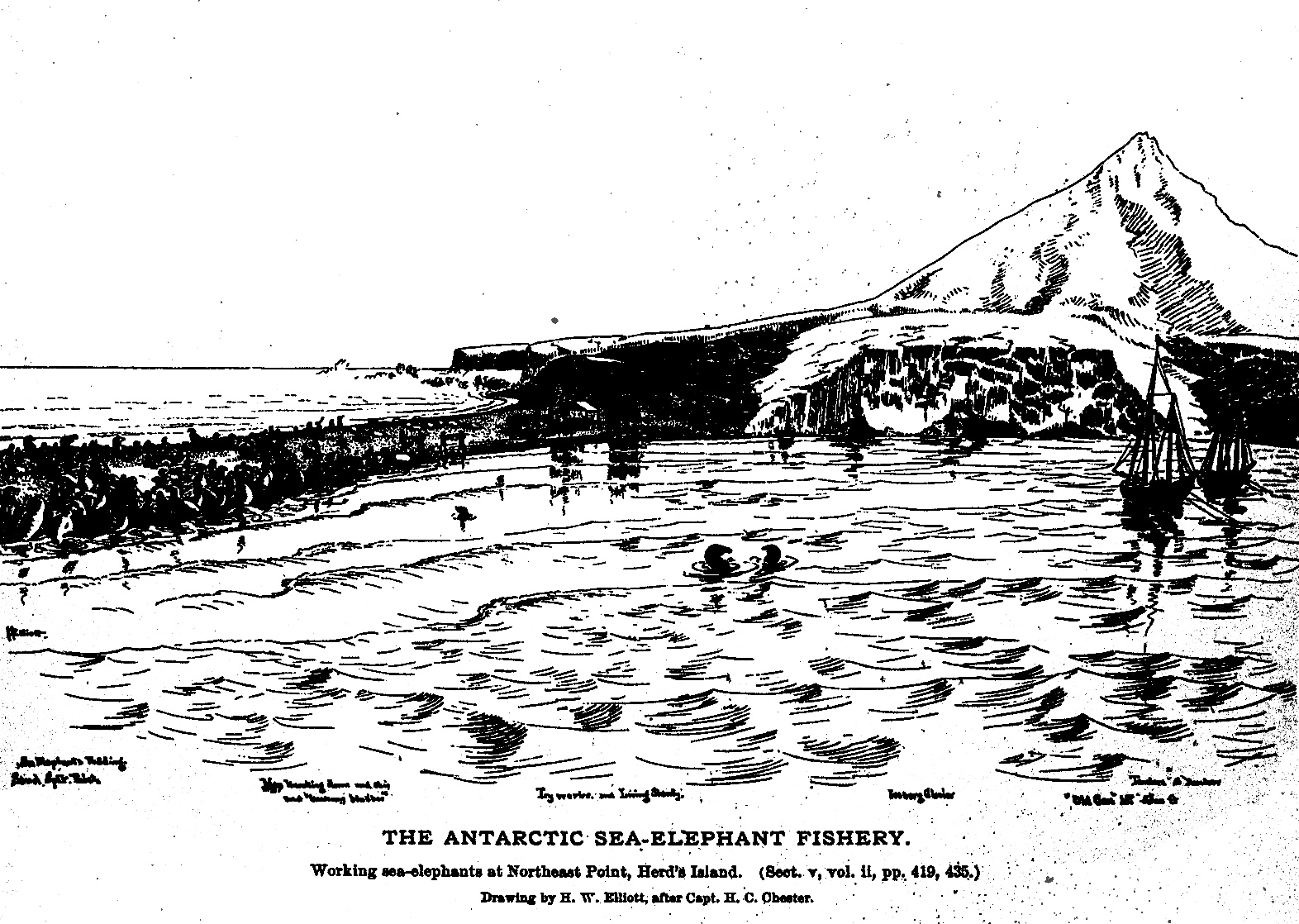
Antarktische See-Elefanten-Jagd an der Nordost-Spitze von Heard.
Zeichnung von H. W. Elliott nach Vorlage von Capt. H. C. Chester, undatiert (vor 1900)

### Entdeckung
Der US-amerikanische Kapitän John Heard (1809–1862), unterwegs mit seinem Schiff Oriental, sichtete die Insel am 25. November 1853 während einer Fahrt von Boston nach Melbourne. Er berichtete die Entdeckung offiziell am 24. Dezember. Wenig später, am 4. Januar 1854, entdeckte Kapitän William McDonald an Bord des Schiffes Samarang die Insel McDonald in der Nähe der Heard-Insel. Vereinzelte Berichte über frühere Entdeckungen sind zweifelhaft.
Die erste Landung auf Heard erfolgte im März 1855 durch Besatzungsmitglieder des Schiffs Corinthian unter Kapitän Erasmus Darwin Rogers. Zwischen 1855 und 1880 verbrachten einige US-Robbenfänger ein Jahr oder mehr auf der Insel. 1880 war die Robbenpopulation fast vollständig ausgerottet und die Robbenfänger verließen die Insel.

### Erforschung
1874 sammelten Wissenschaftler des britischen Forschungsschiffes Challenger geologisches und botanisches Material. Zwischen 1900 und 1929 fanden einige wenig erfolgreiche Walfangversuche statt. 1902 besuchte Erich von Drygalski, Leiter der Ersten deutschen Antarktisexpedition, mit dem Schiff Gauß die Insel und stellte erstmals umfassendes wissenschaftliches Material zur Geologie, Flora und Fauna der Insel zusammen.
1929 stellte der französische Geologe Edgar Aubert de la Rüe einige Studien an, als er mit einem Walfänger zur Insel kam. Im selben Jahr besuchte Sir Douglas Mawson, Leiter der British Australian and New Zealand Antarctic Research Expedition (BANZARE) die Insel Heard für eine Woche, als er auf dem Weg zur Antarktis war. Eine Schutzhütte wurde gebaut, die Schiffbrüchigen als Unterschlupf dienen sollte. Überbleibsel der Hütte stehen noch heute.
Die erste der Australian National Antarctic Research Expeditions (ANARE) baute eine Station bei Atlas Cove am westlichen Ende der Insel im Dezember 1947. Insgesamt befanden sich zwischen 10 und 15 Mitarbeiter auf der permanent besetzten Station, die 1955 wieder geschlossen wurde.
Ein US-amerikanisches Forschungsteam des PAGEOS-Programms war vom März 1969 bis April 1970 in Atlas Cove stationiert. Neben ihrer wissenschaftlichen Arbeit renovierten die Mitglieder zahlreiche der ANARE-Hütten und errichteten eine Küche und Messe. Von Januar bis März 1971 nutzte eine französisch-australiche Expedition die Station in der Atlas Cove. Dieser Expedition gelang die erste Landung auf der McDonald-Insel.
Im Jahr 2025 wird die Australian Antarctic Division zum ersten Mal seit über 20 Jahren Expeditionsteilnehmer und Wissenschaftler, die im Rahmen des Australian Antarctic Program arbeiten, auf zwei Reisen mit dem Forschungseisbrecher Nuyina zu den Heard- und McDonald-Inseln führen.

## Wirtschaft
Im Zuge von US-Sanktionen verhängte Präsident Trump am 2. April 2025 US-Importzölle in Höhe von zehn Prozent auf Produkte der Heard und McDonaldinseln, die in dem Erlass als eigenständiges Land geführt werden, obwohl diese unbewohnt sind. Nach Daten der Weltbank exportierten die Inseln im bislang letzten Erfassungsjahr 2022 Waren im Wert von 1,4 Millionen Dollar in die USA, vor allem Maschinen und Elektroartikel, aber auch Gemüse im Wert von 25.020 $. Eine Analyse von US-Importdaten und Versandaufzeichnungen durch den Guardian ergab, dass einige Sendungen die Inseln fälschlicherweise als Herkunftsland aufführten. So verschiffte die österreichische Starlinger Gruppe eine Plastik-Recyclinganlage von „Vienna, Heard Island and McDonald Islands“ nach Oakland in Kalifornien. Es wird angenommen, dass die Abwicklung von Geschäften unter Angabe einer Adresse auf den unbewohnten Inseln dazu diente, Steuervorteile zu bekommen oder die Geldwäsche-Filter der Banken zu umgehen, weil der Name der Inseln bisher auf keiner schwarzen Liste steht.

## Sonstiges
Die Inseln besitzen – obwohl unbewohnt – mit .hm eine eigene Top-Level-Domain.